# Konstantínos Tasúlas
Konstantínos Tasúlas (řecky Κωνσταντίνος Τασούλας; * 17. července 1959 Ioánnina) je řecký politik a právník, od března 2025 prezident Řecka.
V letech 2019–2025 byl předsedou Helénského parlamentu a mezi roky 2014 a 2015 působil jako ministr kultury a sportu ve vládě Antonise Samarase.

## Mládí a vzdělání
Narodil se v roce 1959 v Ioánnině. Vystudoval práva na Athénské univerzitě. Po absolvování právnické praxe v Athénách pracoval mezi roky 1988 a 1989 v advokátní kanceláři v Londýně.

## Politická kariéra
V roce 2000 byl zvolen poslancem Helénského parlamentu, přičemž tuto funkci vykonával až do roku 2025.
V období 2013–2014 působil jako předseda Institutu Konstantínose Karamanlíse pro demokracii.

### Zvolený prezident
V lednu 2025 předložil předseda vlády Kyriakos Mitsotakis parlamentu ke schválení Tasúlasovu kandidaturu na post prezidenta. Samotný Tasúlas kandidaturu přijal, což se setkalo s kritikou opozice. Po čtyřech kolech hlasování byl 12. února 2025 zvolen prezidentem, když získal hlasy 160 z 300 poslanců.

## Soukromý život
Je ženatý a má syna a dceru.